# 北冰洋號
北冰洋号是一艘马耳他注册的货船。2009年7月22日北冰洋号从芬兰皮耶塔尔萨里出发，原定于8月4日抵达目的地阿尔及利亚。

## 失蹤
当该这艘货船在8月4日没有如期抵达阿尔及利亚港口后，俄罗斯当局宣布货船失踪。俄罗斯总统梅德韦杰夫8月12日下令该国军队采取一切必要的措施找到北冰洋号。俄罗斯当局说当“北冰洋”号8月17日在非洲海岸被俄罗斯军舰控制并命令其停止行驶时，这些土匪放弃了武器。国防部还表示，对船员和劫持人员的审问还将继续进行。为什么这艘运送价值低于200万美元木材的货船会被劫持仍是一个疑问。俄罗斯政治分析家尤利娅提尼娜说，她认为这起事件涉及到某类“极非法”的货物——可能是出售给中东国家的武器或核部件。她说她认为可能参与“特殊服务”的双方发生分歧。

## 時間表
- 7月23日：在芬兰皮耶塔尔萨里离港
- 7月24日：在瑞典厄兰岛海域遭到劫持
- 7月30日：午夜刚过出现在距离英国彭赞斯50英里的海面
- 8月3日：原本应到达阿尔及利亚的贝贾亚
- 8月15日：在比斯开湾发射信号
- 8月17日：出现在西非佛得角

## 外部連結
- 劫持”北冰洋”号歹徒曾要炸毁货船
- 俄罗斯调查者说北冰洋号货船上没有武器
- 俄货船被劫持原因尚不清楚